# Micaela Casasola
Micaela Joana Casasola (Buenos Aires, 17 de marzo de 1997), más conocida como Mica Casasola, es una jugadora argentina de balonmano del Club Balonmano Porriño y de la selección argentina que juega de primera línea.

## Trayectoria

### Clubes
Micaela comenzó en el Club Atlético Vélez Sarsfield a los nueve años de edad. 
Después de un breve paso por Inglaterra en su época formativa, a dónde se fue para aprender inglés y jugó en el Thames Handball Club en su primera experiencia en una liga extranjera, regresó a Vélez Sarsfield para jugar otros cuatro años antes de fichar por el Balonmano Porriño español.
- 2013 – 15: Club Atlético Vélez Sarsfield
- 2015 – 15: Thames Handball Club
- 2015 – 21: Club Atlético Vélez Sarsfield
- 2021 – Actualidad: Club Balonmano Porriño

#### Datos(a fecha de septiembre de 2023):[4]
|          | Liga | Copa | EHF |
| -------- | ---- | ---- | --- |
| Partidos | 49   | 5    | 0   |
| Goles    | 280  | 26   | 0   |

### Selección Argentina
Compitió con la camiseta albiceleste junior en el Campeonato Mundial Juvenil Femenino IHF 2014 en Macedonia,  y en el campeonato mundial junior en Rusia en 2016, además de en 3 mundiales absolutos (el último, el de España 2021)
En sus 90 internacionalidades ha conseguido 177 tantos y ha logrado los títulos de Subcampeona de los Campeonatos Panamericanos de Buenos Aires 2017, los juegos Suramericanos de Cochabamba 2018, los Juegos Sur y Centroamericanos (2018,2021,2022) y los Juegos Panamericanos de Santiago 2023.  

## Palmarés

### Con la selección argentina
- 1 x Medalla de Plata en los Juegos Panamericanos (Santiago 2023)[1]
- 1 x Medalla de Plata en los Campeonatos Panamericanos (Buenos Aires 2017)
- 3 x Medallas de Plata del Campeonato Sur y centroamericano (2018,2021,2022)
- 1 x Medalla de Plata en los Juegos Sudamericanos (2018)
- 1 x Campeonato Sur-Centro (2024)[8][9]

### Galardones individuales
- Guerrera de la Jornada de la Liga Guerreras Iberdrola (J14 / 2023[10] y J22 / 2022[11])
- Máxima goleadora de la Liga Guerreras Iberdrola 2022-23[12]

## Vida
Su hermano mayor es Tiago Casasola, futbolista argentino que juega en el equipo de serie B italiana, actualmente en el Ternana y que fue campeón sudamericano con  selección argentina sub-20 de fútbol y su hermana menor es Caterina Casasola,  jugadora de balonmano en el club Lleida en España.  Además es pareja de Matias Nikitiuk, Argentino - Alemán,  que reside en el exterior y es entrenador de balonmano.